# Dohle
Die Dohle (Coloeus monedula, Syn.: Corvus monedula), auch Turmkrähe genannt, ist eine Singvogelart aus der Familie der Rabenvögel (Corvidae). Sie ist eine von zwei Arten der Untergattung der Dohlen (Corvus subgen. Coloeus). Im Vergleich zu den eng verwandten Arten der Raben und Krähen (Corvus) ist sie ein eher kleiner Vertreter der Rabenvögel. Sie zeichnet sich durch schwarz-graues Gefieder, einen stämmigen Schnabel und hellblaue Augen aus. Das Verbreitungsgebiet der Dohle reicht vom nordafrikanischen Atlasgebirge über Europa bis zum Baikalsee. Sie bevorzugt offene Lebensräume mit Baumbestand, Felsen oder alten Gebäuden als Habitat. Die Nahrung der Dohle besteht überwiegend aus Samen und Insekten, bei Gelegenheit frisst sie aber auch Aas oder menschlichen Abfall. Dohlen leben meist in größeren Gruppen und bilden lebenslange monogame Paare. Ihre Nester bauen sie in Löchern und Nischen aller Art, etwa in Spechthöhlen oder Gebäudenischen. Das Weibchen brütet vier bis sechs Eier aus, die Nestlinge werden anschließend von beiden Eltern gefüttert.
Erstbeschrieben wurde die Dohle 1758 in Linnés Systema Naturae. Sie wird in vier Unterarten eingeteilt und ist die Schwesterart der ostasiatischen Elsterdohle (Corvus dauuricus). Die Dohle gilt weltweit als ungefährdet, der Bestand bewegt sich wahrscheinlich im zweistelligen Millionenbereich. In einigen Regionen Europas geht er aber vor allem aufgrund Nistplatzmangels zurück.

## Merkmale

### Körperbau und Farbgebung

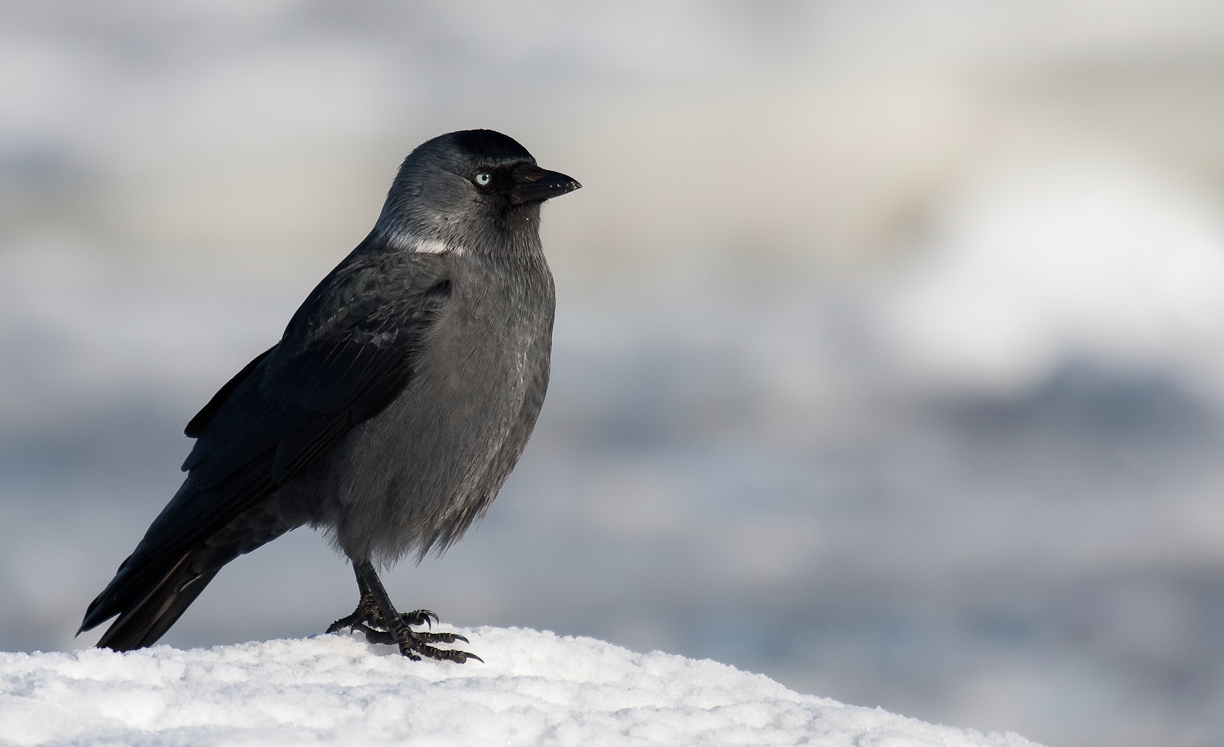
Helle Federspitzen am Hals führen – wie bei diesem Individuum – bisweilen zu dünnen, hellen Linien an den Halsseiten von Dohlen. Sie können sehr deutlich ausfallen, aber auch gänzlich fehlen.

Die Dohle ist ein mittelgroßer Rabenvogel von 33–39 cm Körperlänge. Sie wirkt – vor allem im Vergleich mit den meisten Raben und Krähen – gedrungen und besitzt einen stämmigen, kräftigen Schnabel sowie relativ kurze Beine. Der Schwanz der Dohle ist im Gattungsvergleich mittellang und leicht gerundet, ihre Flügel sind rund, schwach gefingert und fallen im angelegten Zustand leicht hinter den Schwanz zurück. Männliche Dohlen werden im Schnitt größer als Weibchen, auch wenn es bei den Maßbereichen Überschneidungen gibt: Männchen erreichen eine Flügellänge von 208–255 mm und eine Schwanzlänge von 122–138 mm. Ihr Schnabel wird von den Nasenlöchern bis zur Spitze 20,6–21,5 mm lang, der männliche Laufknochen misst 42,3–49,0 mm. Das männliche Gewicht liegt bei 174–300 g. Mit 205–250 mm Flügellänge, 115–134 mm Schwanzlänge, einem 19,8–23,2 mm langen Schnabel und 41,2–46,5 mm Lauflänge sowie einem Gewicht von 175–282 g erreichen Weibchen nur unwesentlich geringere Höchstmaße, aber deutlich kleinere Mittelwerte.

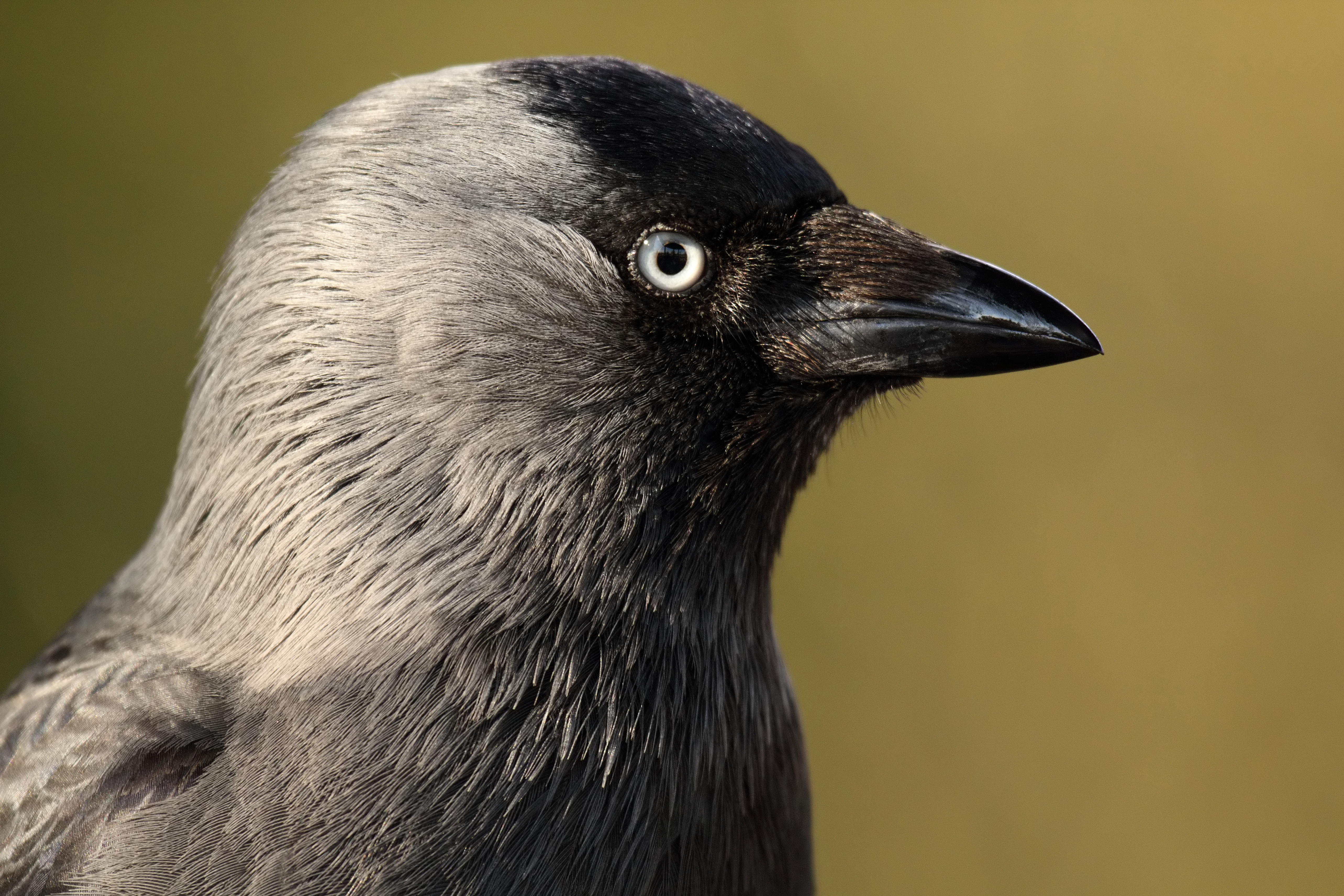
Kopfstudie einer Dohle, aufgenommen in England. Vögel aller Populationen besitzen die gleiche schwarz-graue Kopfzeichnung, allerdings mit unterschiedlicher Sättigung und variierendem Kontrast.

Die Dohle zeigt über ihr Verbreitungsgebiet hinweg und auch innerhalb der postulierten Unterarten eine gewisse Variation im Gefieder. Alle Vögel weisen aber das gleiche Grundmuster auf. Die Geschlechter sind sehr ähnlich gefärbt und unterscheiden sich maximal in einer leicht helleren Färbung männlicher Vögel zu bestimmten Jahreszeiten. Nasalborsten, Stirn, Vorderscheitel, Augengegend, Wangen und das Kinn bis hinab zur Kehle sind bei adulten Dohlen schwarz. Die schwarze Kopfplatte schimmert metallisch blau oder violett. Der hintere Scheitel, der Hinterkopf, der Nacken und die Ohrdecken kontrastieren durch ihre hell- bis schiefergraue Färbung mit dem schwarzen Scheitel, gehen aber im Wangen-, Kehl- und Nackenbereich ins Schwarze über. An den Seiten des Halses und im Nacken bildet sich bei einigen Individuen ein mehr oder weniger deutliches, silbergraues Band aus, das zur Brust hin breiter wird und das Gefieder des Kopfes vom Körpergefieder trennt. Der Rücken der Dohle ist, ebenso wie Flügel und Schwanz, schwarzgrau bis schwarz. Die Schwungfedern schimmern schwach grünlich oder bläulich. Die Körperunterseite der Dohle – Brust, Flanken, Bauch und Unterleib – sind schiefergrau und dunkler als der Hinterkopf. Von Mauser zu Mauser verblassen vor allem die grauen Bereiche des Gefieders. Bei schwarzen Federn bleichen meist nur die Ränder aus, wodurch sich ein schuppiges Muster auf dem Rücken ergibt. Die Nasalborsten werden mit der Zeit rostbraun. Altvögel besitzen eine weißblaue Iris, die sich markant von der schwarzen Gesichtsbefiederung abhebt. Ihr Schnabel ist schwarz, genauso die Beine.
Jungvögel unterscheiden sich farblich nur in einigen Details von adulten Artgenossen. Ihre Gefiederfarben sind matter und weisen deutlich weniger Glanz als bei Altvögeln auf. Die schwarzen Partien des Gefieders adulter Vögel erscheinen bei ihnen bräunlicher oder gräulicher, und die farbliche Abgrenzung der Kopfplatte vom Hinterkopf ist weniger deutlich.  Der deutlichste Unterschied ist die Augenfarbe: Nach der Jugendmauser wechselt die Irisfarbe der Vögel von hellblau nach dunkelbraun. Erst nach etwa einem Jahr wird es von außen her wieder heller, ab dem dritten Lebensjahr ist es wieder vollständig weißblau.

### Flugbild und Fortbewegung

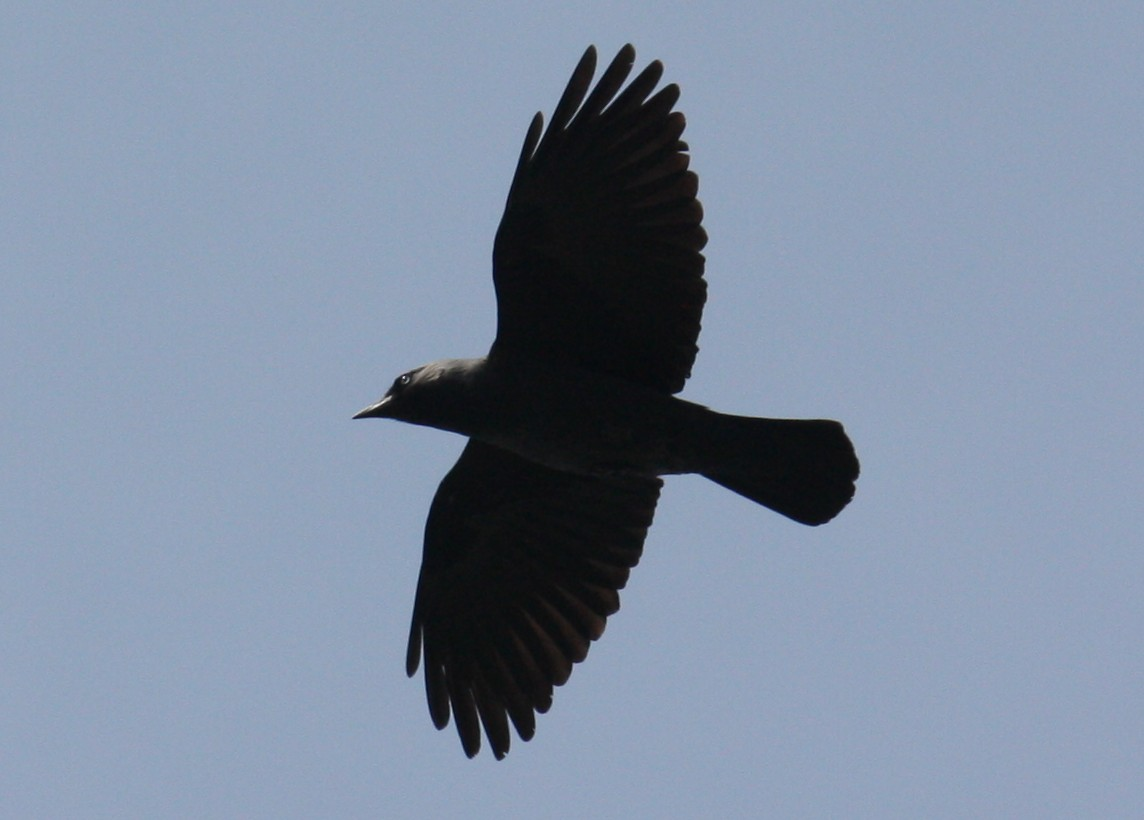
Eine Dohle im Flug

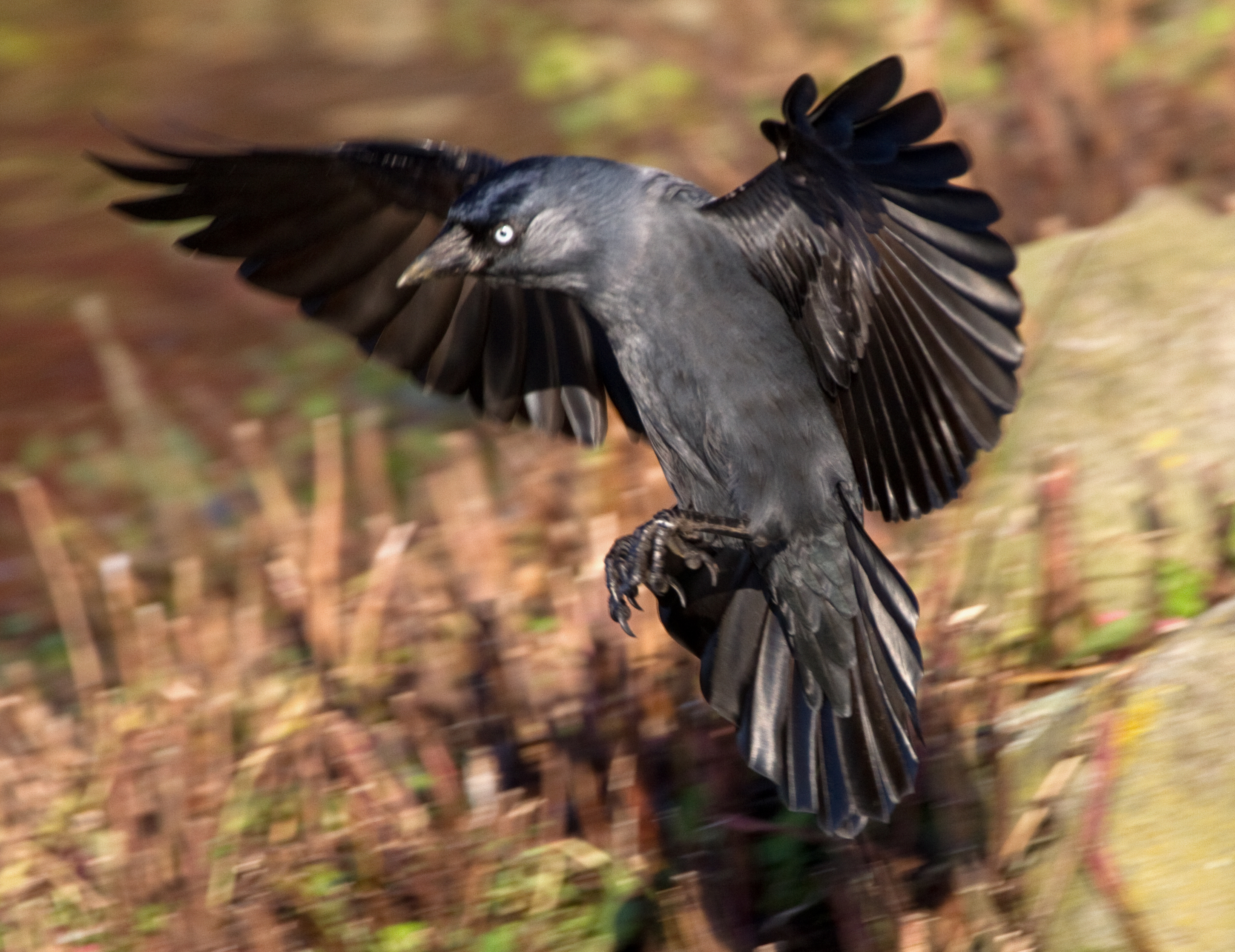
Dohle im Landeanflug. Im Flug ist die Art schneller und wendiger als große Krähen, was ihr an Futterplätzen häufig einen Vorteil verschafft.

Auf dem Boden bewegt sich die Dohle mit einem forsch anmutenden, flotten Gang. Durch ihre geringe Größe und kürzeren Beine wirkt sie im Laufen hektischer als größere Arten ihrer Gattung. Den Kopf trägt sie dabei stets hoch erhoben, der Schwanz wird leicht hochgewinkelt. Seltener rennt oder hüpft die Dohle über den Boden, teilweise unter Zuhilfenahme der Flügel. In unwegsamem Gelände oder im Geäst bewegt sie sich hüpfend fort. Dohlen sind in der Lage, sich auch an senkrechten Wänden an knappen Vorsprüngen oder Vertiefungen im Fels oder von Wänden festzuhalten, wobei sie ihren Schwanz als Stütze zur Hilfe nehmen.
Auch im Flug fällt die Dohle durch ihre Lebhaftigkeit und Agilität auf. Sie fliegt mit raschen, recht ruckartigen Flügelschlägen und erreicht dabei vergleichsweise hohe Geschwindigkeiten. So ist sie mit rund 60 km/h schneller als Rabenkrähen (Corvus corone) oder Saatkrähen (Corvus frugilegus), passt ihre Geschwindigkeit aber in gemischten Schwärmen an. Durch ihr relativ geringes Gewicht und ihren kompakteren Bau ist die Dohle auch wendiger als größere Rabenvögel, was ihr einen Vorteil an Futterquellen verschafft. So kann sie anders als schwerere Krähen auch auf dünnen Zweigen laufen und schneller als sie landen und wieder abheben. Aufwinde nutzt die Dohle für akrobatisch anmutende Flugmanöver oder kraftsparendes Segeln.

### Lautäußerungen
Dohlen sind ruffreudige Vögel und besitzen – wahrscheinlich bedingt durch ihren hohen Grad an Sozialität – ein sehr breites Repertoire an Lauten. Charakteristisch für die Art sind kurze, einsilbige und metallisch-schnalzende Rufe, die höher klingen als die Lautäußerungen größerer Raben oder Krähen. Kja, kjä und tschack sind die am häufigsten zu hörenden Dohlenrufe und existieren in vielen unterschiedlichen Varianten.
Die Dohle verfügt über viele situationsspezifische Rufe, von denen die meisten abgehackt und hoch sind. Daneben lässt sie aber auch langgezogene, krächzende Lautäußerungen vernehmen, im Erregungszustand etwa ein errrr oder ärrrr. Zur Paarungszeit singen Dohlen mit einem aus einer Vielzahl verschiedener Rufe zusammengesetzten Subsong, die aus ihrem eigentlichen Kontext befreit wurden. Durch die stärkere Betonung einzelner Rufe kann in einem Subsong auch eine bestimmte Stimmung zum Ausdruck gebracht werden. Imitation von Umgebungsgeräuschen oder Rufen anderer Arten ist von Dohlen in freier Wildbahn nicht bekannt.

## Verbreitung und Wanderungen

### Artareal und Verbreitungsgeschichte

Verbreitungsgebiet der Dohle. Grün: Brut- und Winterquartiere; gelb: nur Sommervogel; blau: nur Wintergast

Das Verbreitungsgebiet der Dohle umfasst fast die gesamte gemäßigte Westpaläarktis von Zentralasien bis Nordafrika. Die Brutgebiete haben eine Fläche von 15,6 Millionen km², insgesamt ist das Artareal rund 20,0 Millionen km² groß. Die östlichsten Brutgebiete liegen am Baikalsee. Von dort aus reichen sie westwärts entlang der 12-°C-Juliisotherme bis an die Küste des Weißen Meeres. Weiter westlich reichen die Brutgebiete bis nach Finnland, Schweden und Norwegen. Die fennoskandischen Brutvorkommen sparen das nördliche Binnenland und die Atlantikküste weitgehend aus und konzentrieren sich um die Ostsee, die Dohle fehlt aber an der Nordküste der Bottenwiek. Südlich von Skandinavien wird fast das gesamte Festlandeuropa besiedelt, die Dohle fehlt hier – bedingt durch kälteres Sommerklima – nur in den Hochgebirgen, an der Biskaya und der portugiesischen Westküste. Die größeren Britischen Inseln besiedelt sie flächendeckend, nur die Highlands und entlegenere Inselgruppen gehören nicht zu den Brutgebieten. Mit Ausnahme der Balearen und Korsikas ist die Dohle auch auf den großen Inseln des Mittelmeers als Brutvogel anzutreffen. In Nordafrika sind die Vorkommen – vorrangig bedingt durch das Klima – kleinräumiger und disjunkter als in Eurasien. In Marokko kommt die Dohle nur in zwei Arealen im Atlasgebirge vor, die östlich von Ouezzane auch ins Tiefland reichen. In Algerien umfasst das Brutgebiet die Nordwestküste und die Provinz Constantine, frühere Vorkommen in Tunesien sind erloschen. Kleinasien besiedelt die Dohle fast flächendeckend, ein kleineres Vorkommen besteht in Nordisrael. Östlich davon gehören Kaukasien und der nordwestliche Iran zu den Brutgebieten. Zentralasien wird nur entlang der äußeren Regionen und im Nordwesten bis zum Aralsee besiedelt. Eine isolierte Population besteht im östlichen Elbursgebirge. Das Brutareal umfasst im Osten die Hochgebirge am Rand des Tibetischen Plateaus bis zum Mongolischen Hochland. In Kaschmir existiert am Südwestrand des Himalayas eine weitere kleine Brutpopulation.
Die früh- und mittelpleistozänen Funde, die der Dohle zugeschrieben werden, stammen vorwiegend aus Süd- und Südosteuropa und sind auf Regionen mit warmen Klima beziehungsweise wärmere Interglaziale beschränkt. Erst gegen Ende des Pleistozäns finden sich auch Fossilien im nördlichen Mitteleuropa. Jon Fjeldså nimmt an, dass die Dohle nach den Eiszeiten aus Wärmeinseln entlang des Mittel- und des Schwarzen Meers sowie aus Turkestan nach Norden und Westen vordrang. Bevor der Mensch die Balearen erreichte, war die Dohle auch dort heimisch. Der Norden Europas wurde dagegen spät besiedelt, im heutigen Dänemark und Norwegen wurde die Dohle wohl erst um 1000 v. Chr. Brutvogel. Im 19. und 20. Jahrhundert kam es zu großen Ausweitungen des Artareals. Zunächst stieß die Dohle entlang des Bottnischen Meerbusens nach Norden vor, was wohl durch eine Erwärmung des lokalen Klimas und eine zunehmende Verstädterung der Art begünstigt wurde. In Tunesien erloschen die vorhandenen Brutvorkommen dagegen gegen Ende des 19. Jahrhunderts, auf Malta verschwand die Dohle durch intensive Jagd. In Sibirien konnte die Art bis 1980 durch die Öffnung der Taigawälder neue Regionen erschließen. In jüngerer Zeit weitet sie ihr Areal auf den Britischen Inseln nach Norden aus.

### Wanderungen
Obwohl Dohlen im Großteil des Verbreitungsgebiets das ganze Jahr über anzutreffen sind, ziehen die meisten Populationen im Winter aus den Brutgebieten fort. Weil wegziehende Brutpopulationen durch Wintergäste ersetzt werden, fällt die Abwanderung aber oft nicht auf. Die Zugwege in die Winterquartiere verlaufen an der Atlantikküste und den angrenzenden Meeren meist in westlicher, in Kontinentaleurasien in südwestlicher Richtung. Nördlich gelegene Brutpopulationen ziehen weiter als südlichere: Die zentralasiatischen russischen Vorkommen legen bis zu 700 km zurück, bei den osteuropäischen sind es nur etwas mehr als 300 km, während Schweizer Vögel oft nur wenige Kilometer ziehen. Auch die Zahl der Standvögel variiert von Nordosten nach Südwesten. So ziehen rund 70 % der polnischen, aber nur 23 % der belgischen Dohlen im Winter aus den Brutgebieten fort. In Nordafrika bestehen alle Brutpopulationen aus Standvögeln, sie erhalten aber im Winter Verstärkung durch eine geringere Anzahl von Vögeln, die über das Mittelmeer ziehen. Türkische Vögel nutzen Mesopotamien als Winterquartier, Dohlen aus Zentralasien sind im Winter in Pakistan und Afghanistan anzutreffen. Im Winter verlassen auch Standvögel die höheren Lagen und ziehen ins Tiefland. Viele Populationen konzentrieren sich dann auf menschliche Siedlungen, wo ausreichend Schlafplätze und Futterquellen vorhanden sind. In Teilen Nordeuropas ziehen Dohlen aus den Städten auch gar nicht weg, wenn die Umstände günstig genug sind. Der Vogelzug setzt im Norden im September ein, im Süden kann er sich bis November verschieben. Der Rückzug beginnt bereits früh im Jahr im Februar und März und ist meist Ende März abgeschlossen.

## Lebensraum

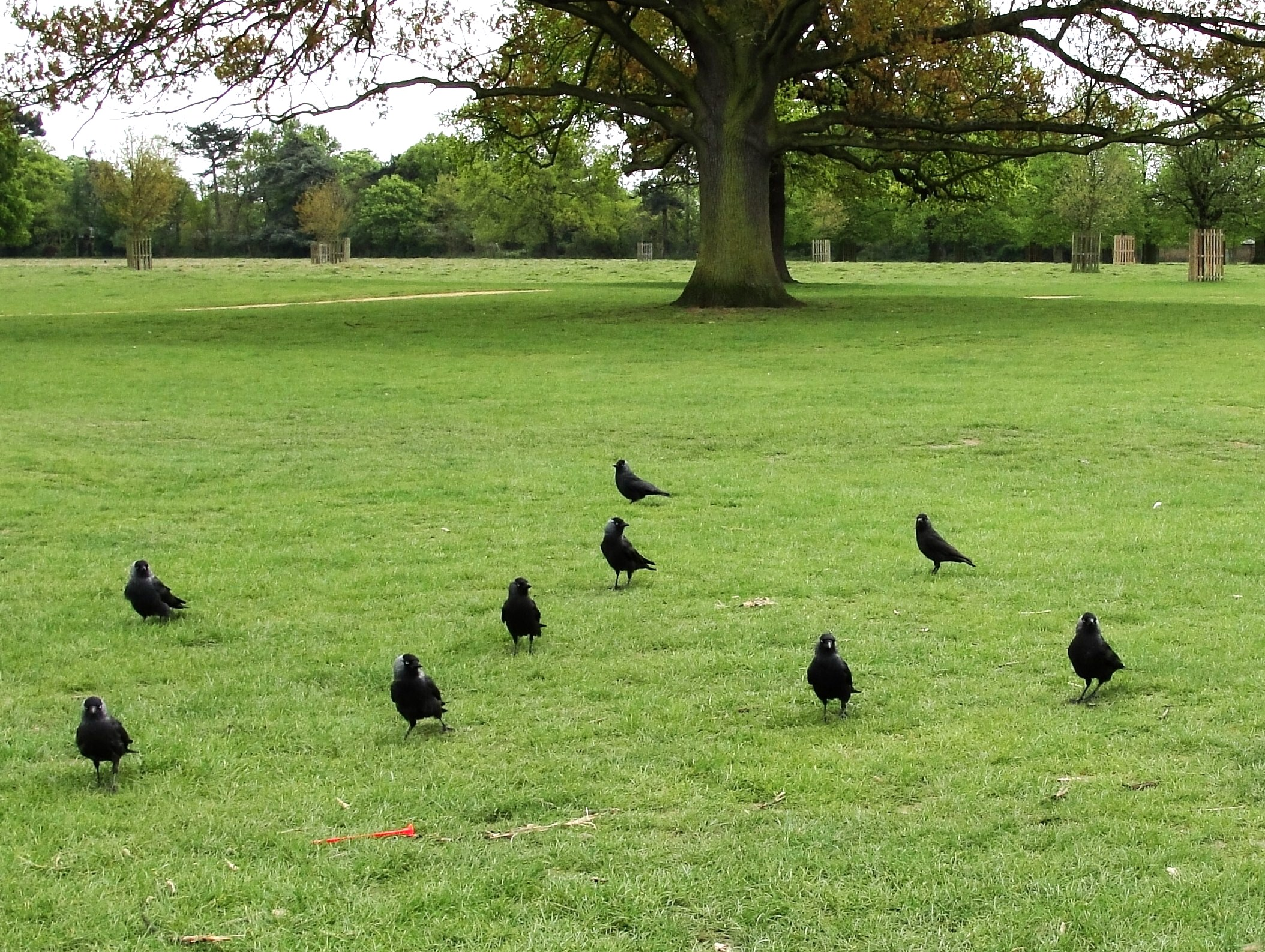
Dohlen im Bushy Park. Auf Freiflächen mit niedriger Vegetation und großen Bäumen suchen Dohlen gern Nahrung.

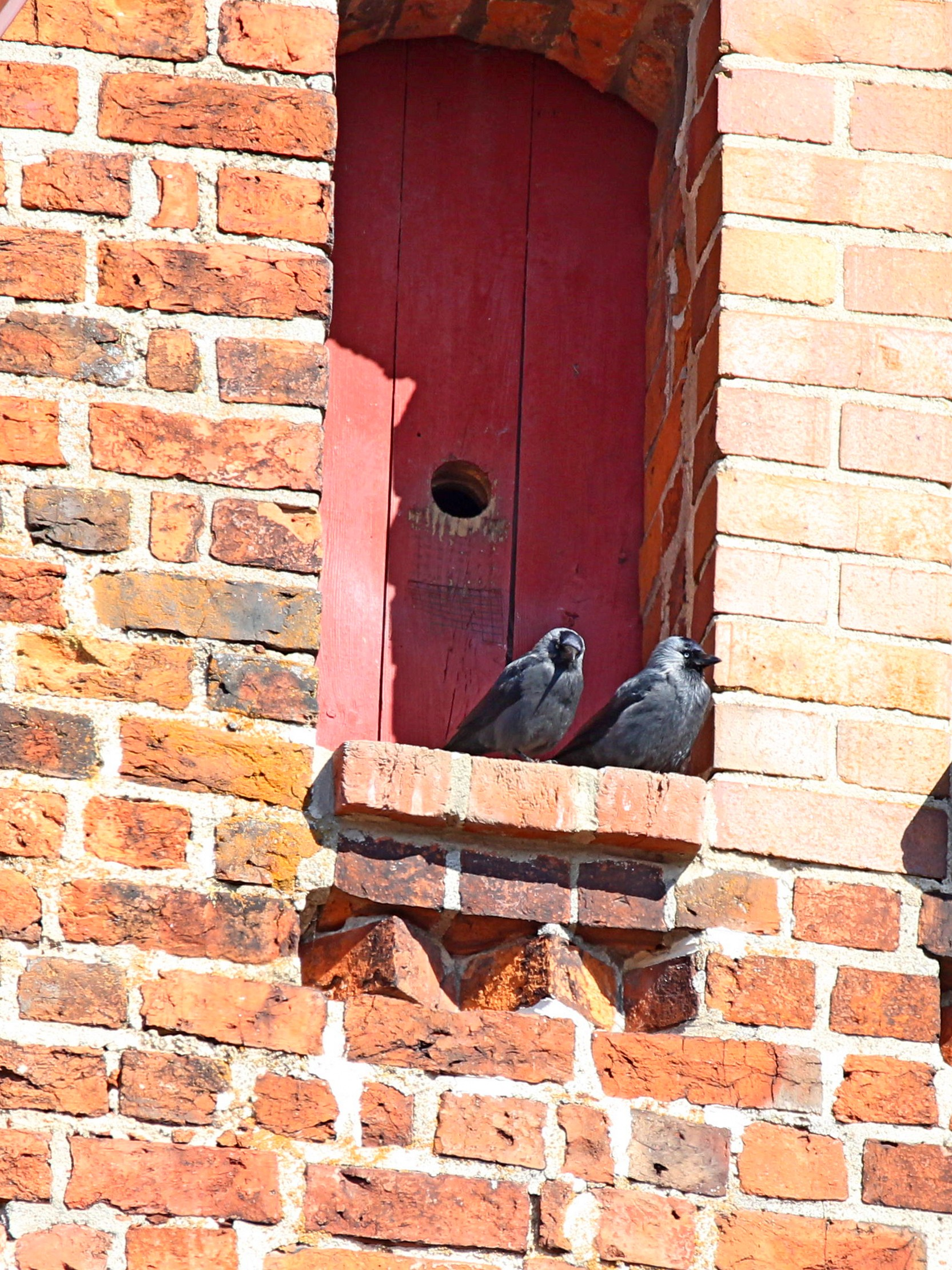
Dohlenpaar im Turm der Nikolaikirche (Röbel)

Das Angebot an potentiellen Nistplätzen und geeigneten Flächen zur Nahrungssuche beeinflussen die Habitatwahl der Dohle. Als überwiegender Höhlenbrüter ist sie in ihrem Lebensraum zumindest in der Brutzeit stark auf Altholzbestände mit Spechthöhlen, auf Felslöcher oder auf Gebäude mit ausreichend Nischen angewiesen. Steinbrüche, Felsküsten, Siedlungen mit altem Gebäudebestand, mittelalterliche Kirchen sowie Parks und Gehölze mit großen, alten Bäumen sind deshalb häufig von der Dohle genutzte Bruthabitate. Sie dienen daneben auch außerhalb der Brutzeit als Schlafplatz. Wälder werden nur im Randbereich (maximal 2 km vom Waldrand) besiedelt. Im Rahmen der Aktion Lebensraum Kirchturm versucht der Naturschutzbund Deutschland, bestehende Nistmöglichkeiten in Kirchtürmen für Dohlen, Turmfalken und Schleiereulen zu erhalten und neue zu schaffen.
Die Art benötigt relativ weiträumige, offene Flächen, um auf dem Boden nach Nahrung zu suchen. Diese Flächen müssen niedrige Vegetation (maximal 15–20 cm) aufweisen, damit sich die Dohle auf ihnen bewegen kann, bevorzugt werden folglich Parkflächen und Weideland. Weil sie außerdem insektenreich sein sollten, nutzt die Dohle gerne Trockenrasen und extensiv bewirtschaftete Flächen. Die Nahrungsgründe befanden sich in Feldstudien außerhalb der Brutzeit 0,5–3,1 km von den Schlafplätzen entfernt, während der Brutzeit lagen sie in 0,4–2,4 km Entfernung vom Nest. Im Laufe des Jahres nutzt die Dohle sehr unterschiedliche Flächen – Weideland, Steppen, Stoppelfelder, Überschwemmungsflächen – für die Nahrungssuche.
Die Dohle ist verhältnismäßig wetter- und temperaturtolerant, meidet aber Hitze- und Kälteextreme. Sie ist eher im Tiefland und in Tälern als im Gebirgslagen anzutreffen. Unterhalb von 500 m ist sie in der Regel verbreitet, zwischen 500 und 1000 m findet sie sich oft nur in lokalen Ansammlungen. In einigen Ausnahmefällen reichen die Bruthabitate auch über 1000 m hinaus, so etwa in den Alpen, im Atlas oder in Kaschmir bis auf etwa 2000 m. Außerhalb der Brutzeit ist sie auch in Lagen von bis zu 3500 m anzutreffen.

## Lebensweise

### Ernährung
Wie auch andere Raben und Krähen ist die Dohle ein Allesfresser. Der Schwerpunkt des Nahrungsspektrums liegt auf Samen und Insekten. Daneben frisst sie auch kleine Wirbeltiere, Schnecken, Vogeleier, Aas und in Siedlungen auch menschliche Abfälle.

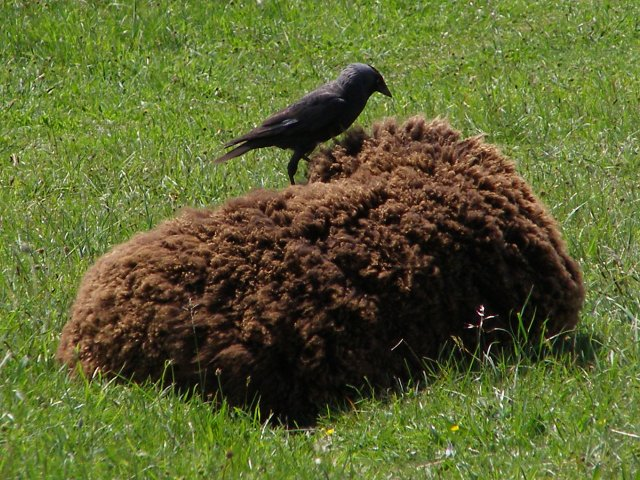
Eine Dohle auf einem Soayschaf. Schafe formen nicht nur durch ihre Weidetätigkeit ein wichtiges Nahrungshabitat: Dohlen durchsuchen das Fell der Tiere auch gerne nach Parasiten und nutzen ihre Haare als Nistmaterial.

Pflanzensamen wurden in einer britischen Studie das ganze Jahr über gefressen. Im Herbst handelte es sich meist um Bohnen, Erbsen und die Samen fleischiger Früchte, im Winter dominierten ebenfalls Hülsenfrüchte unter der pflanzlichen Nahrung. Während Wirbellose in der Winternahrung weitgehend fehlten, gewannen sie vor allem von Frühjahr bis Herbst an Bedeutung, besonders oft wurden Käfer, Zweiflügler und Schmetterlingsraupen gefressen. Andere europäische Studien ergaben ähnliche Verteilungen. Aas frisst die Dohle seltener als andere Raben und Krähen. Örtlich können ansonsten unbedeutende Nahrungsquellen stark genutzt werden, wenn sie ausreichend vorhanden sind und die ansässigen Dohlen entsprechende Traditionen entwickelt haben. So ernähren sich einige urbane Populationen überwiegend von den Gelegen von Türkentauben (Streptopelia decaocto), obwohl Eier andernorts nur einen marginalen Teil der Nahrung ausmachen. Auf Viehweiden frisst die Dohle neben den Bodeninsekten auch die Ektoparasiten der weidenden Tiere. Während pflanzliche Nahrung für flügge Vögel eine wichtige Rolle spielt, fehlt sie in der Nahrung von Nestlingen in der Regel völlig. Sie werden von ihren Eltern fast ausschließlich mit eiweißreicher tierischer Nahrung, vor allem Insekten, gefüttert.
Die Dohle nimmt ihre Nahrung überwiegend auf dem Boden offener Flächen auf. Meist wird die Nahrung einfach von der Oberfläche aufgelesen oder Objekte wie Steine oder Holzstücke umgedreht, um an darunter lebende Insekten zu gelangen. Im Gegensatz zu langschnabeligen Krähen graben sie nur selten. Dohlen können sehr geschickt darin sein, auch fliegende Insekten hüpfend aus der Luft zu fangen oder Früchte von Ästen zu pflücken. Gesammeltes Futter wird wie bei allen Rabenvögeln versteckt. Dieser Verstecktrieb ist bei der Dohle aber eher schwach ausgeprägt, sie versteckt überschüssige Nahrung seltener und oberflächlicher als andere Corviden. Unverdauliche Nahrungsbestandteile werden als Gewölle hochgewürgt, aber beim Fressen in der Regel gemieden.

### Sozial- und Lernverhalten

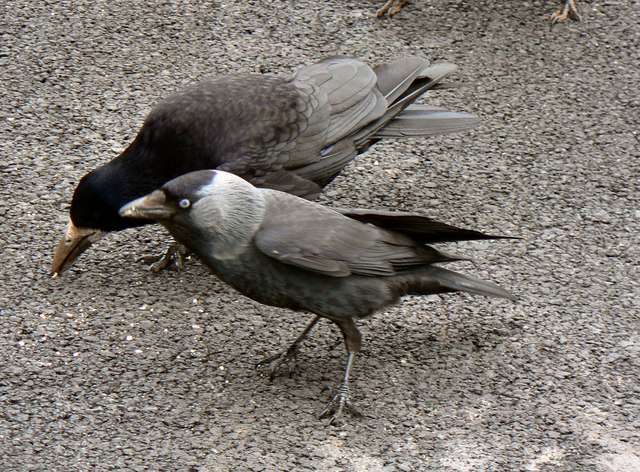
Eine Dohle und eine Saatkrähe (Corvus frugilegus) beim gemeinsamen Feldern. Gemischte Schwärme der beiden Arten sind nichts Ungewöhnliches und sowohl bei der Nahrungssuche als auch beim Vogelzug zu beobachten.

Die Dohle ist ein sehr sozialer Rabenvogel. Wenn ausreichend Nistplätze vorhanden sind, bildet sie Brutkolonien, in denen oft zweistellige Zahlen von Brutpaaren dicht nebeneinander brüten und einander tolerieren. Gegen Artgenossen verteidigt wird meist nur die Nestnische und die unmittelbare Umgebung. Auch abseits der Brutplätze bewegen sich Dohlen häufig in größeren Gruppen, etwa bei der Nahrungssuche. Meist sind diese Verbände und die Beziehungen unter den Individuen eher locker, ihren Kern bilden aber in der Regel Dohlen, die einander aus einer gemeinsamen Brutkolonie kennen. Die Gruppenbildung hat vor allem eine Schutzfunktion, weil die einzelne Dohle weniger Zeit in die Kontrolle der Umgebung investieren muss und sich Schwärme auch gegen größere Aaskrähen durchsetzen können. Während der Brutzeit sind überwiegend Nichtbrüter in den 20–50 Vögel starken Trupps zu finden, nach Ende der Brutsaison kommen auch Jungvögel und Brutpaare hinzu, womit die Gruppengröße auf 200 Dohlen anwachsen kann. Nicht selten finden sich Dohlen auch in gemischten Gruppen mit Saatkrähen, denen sie sich auch während des Zugs ins Sommer- und Winterquartier oder zu den Schlafplätzen gerne anschließen. An gemeinsamen Schlafplätzen finden sich meist mehrere hundert bis tausend Dohlen zusammen, es liegen aber auch Berichte über Schlafkolonien von 10.000 und mehr Individuen vor.
Die Frage, ob es innerhalb von Dohlengruppen Hierarchien gibt, ist nicht restlos geklärt. Zumindest innerhalb von Brutkolonien wird die Dominanz einzelner Paare über andere in Auseinandersetzungen als Rangordnung interpretiert. In feldernden Trupps ist diese Dominanz aber weit weniger ausgeprägt, alles in allem scheinen die Dominanzverhältnisse in Gruppen auch äußerst dynamisch zu sein. Zwischen einzelnen Individuen kann es zu sehr engen persönlichen Beziehungen kommen, die aber nicht sexuell motiviert sein müssen. Brutpartner zeigen keine Individualdistanz. Sie verhalten sich auffällig oft synchron, ihre enge Bindung äußert sich in Zuneigungsgesten wie Kraulen und Schnabelstreicheln. Abseits von Siedlungen sind Dohlen dem Menschen gegenüber meist scheu, sie zeigen aber kaum Furcht, wo sie nicht verfolgt werden. Im Schwarm sind Dohlen selbstbewusster als alleine, oft wagen sie sich auch erst aus der Deckung, wenn artfremde Vögel oder sozial niedrig gestellte Artgenossen eine Situation unbeschadet überstanden haben. Viele Zusammenhänge lernen Dohlen erst durch Versuch und Irrtum. Sie sind in der Lage, Analogien zu bilden oder zwischen oberflächlich ähnlichen Versuchsaufbauten zu unterscheiden, etwa bei Punktmuster- und Metronomtests.

### Fortpflanzung und Brut

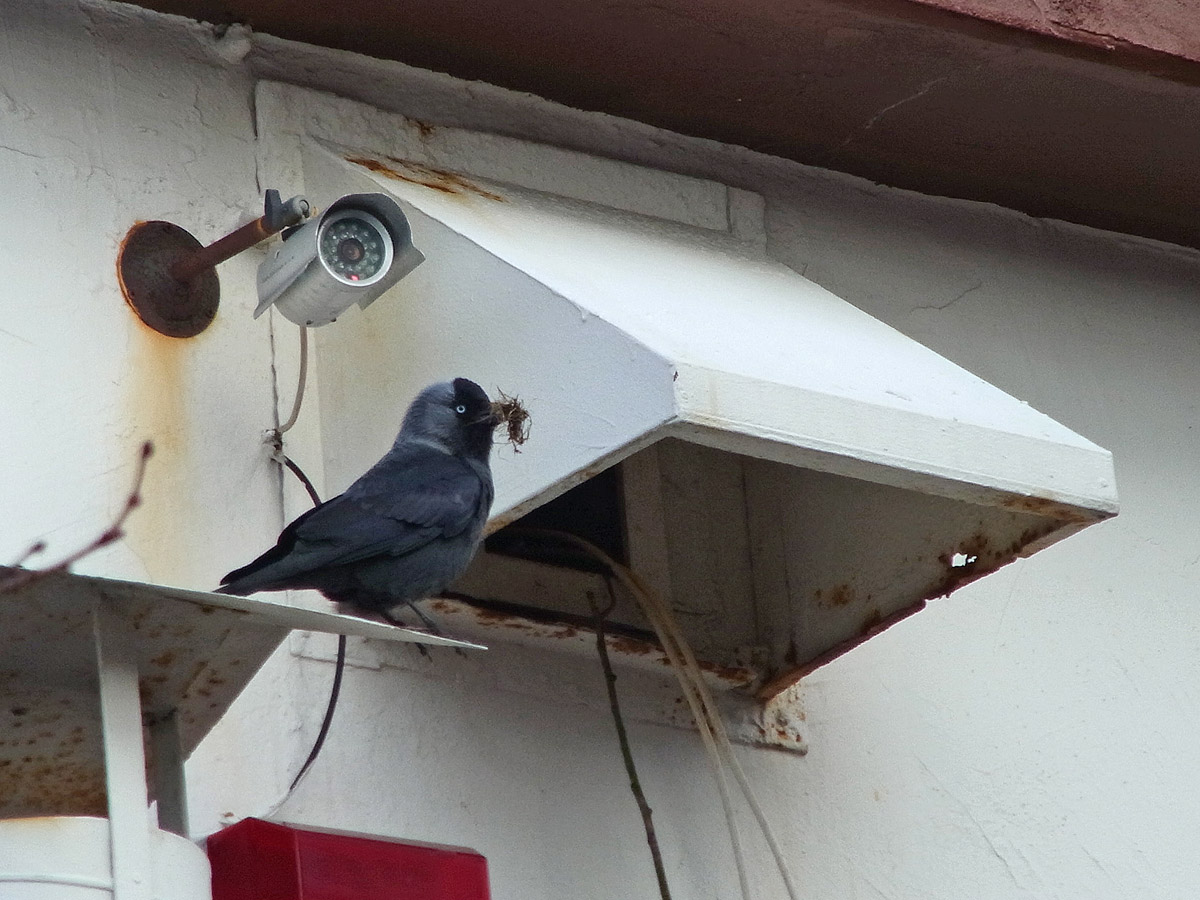
Eine Dohle trägt Nistmaterial in eine Lüftungsanlage ein. Auch von Menschen geschaffene Strukturen werden als Nistplatz genutzt, wenn sie ausreichend abgeschirmt sind und den nötigen Raum bieten.

Die Geschlechtsreife setzt bei Dohlen normalerweise im Alter von zwei Jahren ein, seltener bereits nach einem Jahr. Sie bilden monogame und in der Regel lebenslange Brutgemeinschaften. In den ersten sechs Monaten einer Paarbindung kann es noch häufig zu Neuverpaarungen kommen, danach ist die Beziehung meist stabil. Die Suche nach Nistplätzen setzt in der Regel gegen Ende des Winters ein. Ins Auge gefasste Nistplätze verteidigen Dohlenpaare energisch gegen Artgenossen, auch wenn sie sie später wieder aufgeben und sich für andere entscheiden. Bis Anfang Mai sind üblicherweise alle Nistplätze besetzt. Als solche dienen etwa Felslöcher, Spechthöhlen, aber auch verlassene Kaninchenbaue, Schornsteine, Maueröffnungen oder hohle Metallkonstruktionen. Besonders enge Durchschlupfe oder schlecht erreichbare Nischen werden bevorzugt. Die Siedlungsdichte kann in urbanen Lebensräumen 4,4–9,9 Paare pro km² erreichen, in ländlichen Gegenden liegt sie durchschnittlich bei nur 0,06 Paaren. Das Nest besteht aus einem Unterbau von fingerdicken, meist 30 cm langen Zweigen, die oft einfach in die Bruthöhle geworfen werden, bis sie sich verfangen und eine Plattform bilden. Die Nestmulde wird anschließend mit verschiedenen weichen Materialien ausgekleidet, etwa Moos, Papier, Fell oder Dung. Beide Partner beteiligen sich am Nestbau, manchmal erhalten sie Hilfe von einjährigen Bruthelfern, die das Nest aber verlassen, sobald die Eier gelegt werden.

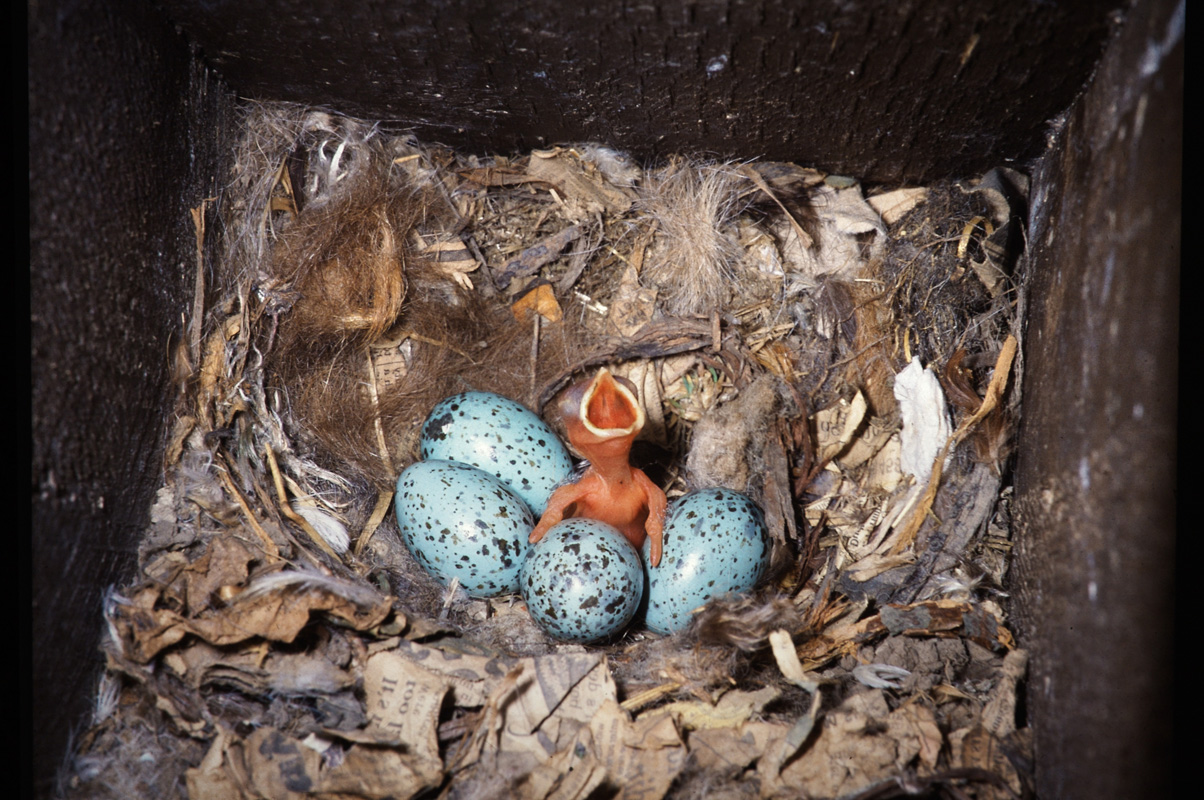
Dohlengelege in einem Nistkasten mit einem wenige Tage alten Nestling. Federn und Tierhaare, aber auch Papierfetzen werden wie hier häufig zum Nestbau verwendet.

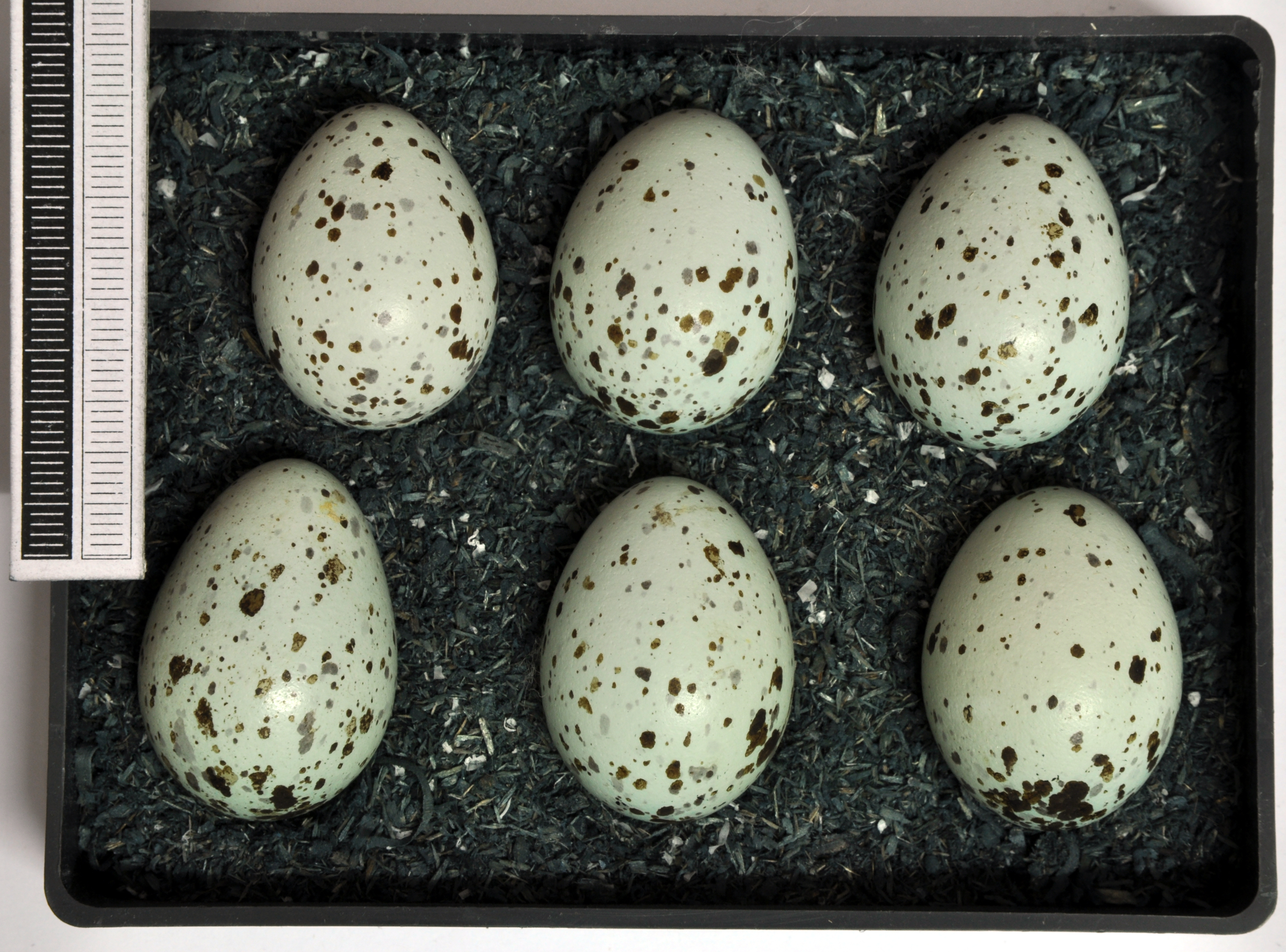
Gelege, Sammlung Museum Wiesbaden

Die Eiablage findet von April bis Mai statt. Das Gelege besteht aus zwei bis acht, in der Regel zwischen vier und sechs bläulichen Eiern, die dunkel gesprenkelt sind. Die mittlere Gelegegröße liegt im gesamten Verbreitungsgebiet stets bei etwa fünf Eiern. Das Weibchen bebrütet sie 16–20 Tage, während dieser Zeit wird es vom Männchen gefüttert. Die Nestlinge werden nach 28–41 Tagen flügge, die Dauer hängt unter anderem vom Nahrungsangebot und der Größe des Geleges ab. Nach dem Ausfliegen sind die jungen Dohlen noch etwa fünf Wochen lang von den Eltern abhängig. Der Bruterfolg ist bei spät brütenden Paaren geringer als bei frühen Brütern. Meist werden nicht mehr als ein oder zwei Jungen eines Geleges flügge. Kleinere Gelege mit zwei bis vier Eiern produzieren relativ am meisten Junge, in Gelegen von fünf Eiern werden absolut am meisten Nestlinge flügge. Aus fünften und weiteren Eiern schlüpfen am seltensten Junge. Falls doch, werden diese fast nie flügge.

## Lebenserwartung, Krankheiten und Mortalitätsursachen
Die bedeutendsten Fressfeinde flügger Dohlen sind der Habicht (Accipiter gentilis), der Wanderfalke (Falco peregrinus) sowie der Stein- (Martes foina) und der Baummarder (M. martes). Für Nestlinge sind neben den beiden Marder-Arten vor allem das Mauswiesel (Mustela nivalis) und der Waldkauz (Strix aluco) die größten Bedrohungen. Kalte Witterung bei gleichzeitigem Insektenmangel ist für Nestlinge äußerst kritisch und führt regelmäßig zu hohen Todesraten. Häufige Parasiten sind Federlinge wie die wirtsspezifischen Corvonirmus varius varius und Menacanthus monedulae, Milben der Ordnung Astigmata (etwa Montesauria cylindrica) und die Igelzecke (Ixodes hexagonus). Darüber hinaus ist die Dohle Wirt für Saug-, Band- und Fadenwurmarten, die auch von anderen Vögeln bekannt sind.
Frisch flügge gewordene Vögel haben die höchste Sterblichkeit, sie liegt nach unterschiedlichen Schätzungen im ersten Lebensjahr zwischen 30 und 56 % des Nachwuchses. Altvögel haben eine Sterblichkeitsrate von 30–40 % und nach dem ersten Jahr eine Lebenserwartung von zwei Jahren und sieben Monaten. Nach einer Langzeituntersuchung zur Altersstruktur von Dohlenpopulationen sind freilebende Dohlen mit einem Alter von über 13 Jahren selten und machen weniger als 1 % der Population aus. Das höchste dokumentierte Alter einer wildlebenden Dohle liegt bei 20 Jahren und vier Monaten für einen Vogel aus Schweden, weitere Rekordwerte liegen bei über 19 Jahren. In Gefangenschaft können Dohlen noch älter werden. So lebten zwei Männchen im Londoner Zoo 29 beziehungsweise 28 Jahre.

## Systematik und Entwicklungsgeschichte

### Taxonomie
Wie auch fast alle anderen zur Mitte des 18. Jahrhunderts bekannten Tiere Europas wurde die Dohle 1758 in Carl von Linnés Systema Naturæ erstbeschrieben, damals unter dem Namen Corvus monedula. Das Artepitheton monedula ist ein alter lateinischer Name für die Dohle. Er findet sich bereits bei Cicero und Ovid und leitet sich wahrscheinlich von dem verbreiteten Aberglauben her, die Dohle würde mit Vorliebe Goldmünzen (lateinisch moneta für Münzstätte) und andere Wertgegenstände stehlen.

### Äußere Systematik

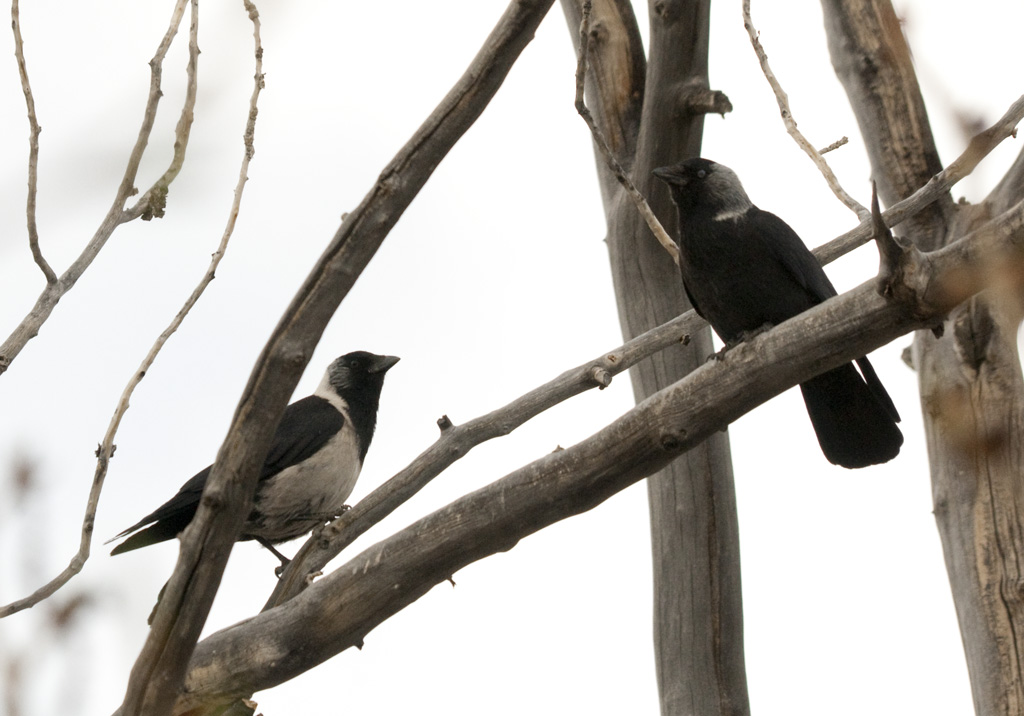
Die ostasiatische Elsterdohle (Corvus dauuricus, links) ist die nächste Verwandte der Dohle. In der Altairegion treffen beide Arten aufeinander und bilden auch gemeinsame Brutpaare.

Zu den vergleichsweise langschnabeligen Raben und Krähen (Corvus) besteht ein enges Verwandtschaftsverhältnis. Zusammen mit der sehr ähnlichen ostasiatischen Elsterdohle (Corvus dauuricus) bildet sie die Untergattung Coloeus. DNA-Untersuchungen ordnen beide Arten als Schwestergruppe der restlichen Raben und Krähen ein. Auch das Verhältnis der beiden Dohlen-Arten als Schwesterarten wurde bestätigt. Die untersuchten Gensequenzen von Dohle und Elsterdohle wichen zu 5,8 % voneinander ab. Im Schema der molekularen Uhr deutet dies auf eine Trennung vor etwas weniger als drei Millionen Jahren hin. Dieser Zeitraum fällt mit dem Beginn des Pleistozäns zusammen, in dem die einsetzenden Eiszeiten die Populationen vieler eurasischer Arten voneinander trennten. Trotz der recht großen genetischen Distanz hybridisieren Elsterdohle und Dohle im östlichen Zentralasien, wo sich ihre Brutgebiete überschneiden.

### Innere Systematik
Auf Basis der Gefiederzeichnung wurde die Dohle bereits früh in verschiedene Unterarten geteilt. Die Berücksichtigung auch von geringen Unterschieden – etwa der Breite des Halsrings oder Glanzfarbe des Scheitels – führte dazu, dass über zehn verschiedene Unterarten beschrieben wurden, die fließende Übergänge zu anderen zeigten und auf kleinräumige Regionen beschränkt waren. Die meisten dieser Unterarten fanden keine Anerkennung, die phänotypische Klassifizierung wurde aber beibehalten. Heute werden meist vier Unterarten angeführt:
- Corvus monedula cirtensis (Rothschild & Hartert, 1912):[40]

Auf das algerische Constantine beschränkte Unterart. Eine helle, fast einheitlich schiefergraue Form mit nur schwach ausgeprägtem Halsring und wenig Kontrast im Gefieder. Sie ist nach der römischen Stadt Cirta, dem Vorläufer des heutigen Constantine, benannt.
- Corvus monedula monedula Linnaeus, 1758:

Nominatform aus Skandinavien. Eine verhältnismäßig helle Form mit meist deutlichem Halsring.
- Corvus monedula soemmerringii Fischer, 1811:[41]

Unterart aus dem östlichen Europa von Finnland, Ostdeutschland und Griechenland bis nach Asien. Eher helle Form mit meist ausgeprägtem Halsring. Das Epitheton ehrt Samuel Thomas von Soemmerring.
- Corvus monedula spermologus (Vieillot, 1817):[42]

Unterart des westlichen Europas von Dänemark über Westdeutschland, Frankreich und die Iberische Halbinsel bis nach Marokko. Relativ dunkle Form ohne Nackenstreif, nach Südwesten hin dunkler. Das Wort spermologus leitet sich vom altgriechisch σπερμολόγος/spermologos für „Samenfresser“ ab.
Diese Einteilung der Unterarten erwies sich in der Vergangenheit mehrfach als problematisch, weil sie sich schwer abgrenzen ließen. Abweichungen von den erwarteten Gefiedermustern und fließende Übergänge über das Verbreitungsgebiet hinweg wurden meist als Zeichen von Mischpopulationen oder vereinzelter Hybridisierung gedeutet. Eine Analyse der DNA verschiedener Individuen aus dem ganzen Verbreitungsgebiet kam jedoch zu dem Schluss, dass Angehörige vermeintlicher Unterarten untereinander oft weniger nahe verwandt waren als mit Vögeln anderer Unterarten. Die phänotypischen Unterschiede hätten demnach also keine populationsgenetische Ursache, sondern wären individueller Natur. Ob die Dohle monotypisch ist, also keine genetisch unterscheidbaren Unterarten besitzt, lässt sich bislang aber noch nicht feststellen, weil die Stichprobe der Studie sehr klein war und keine cirtensis-Individuen umfasste.

## Bestand und Status

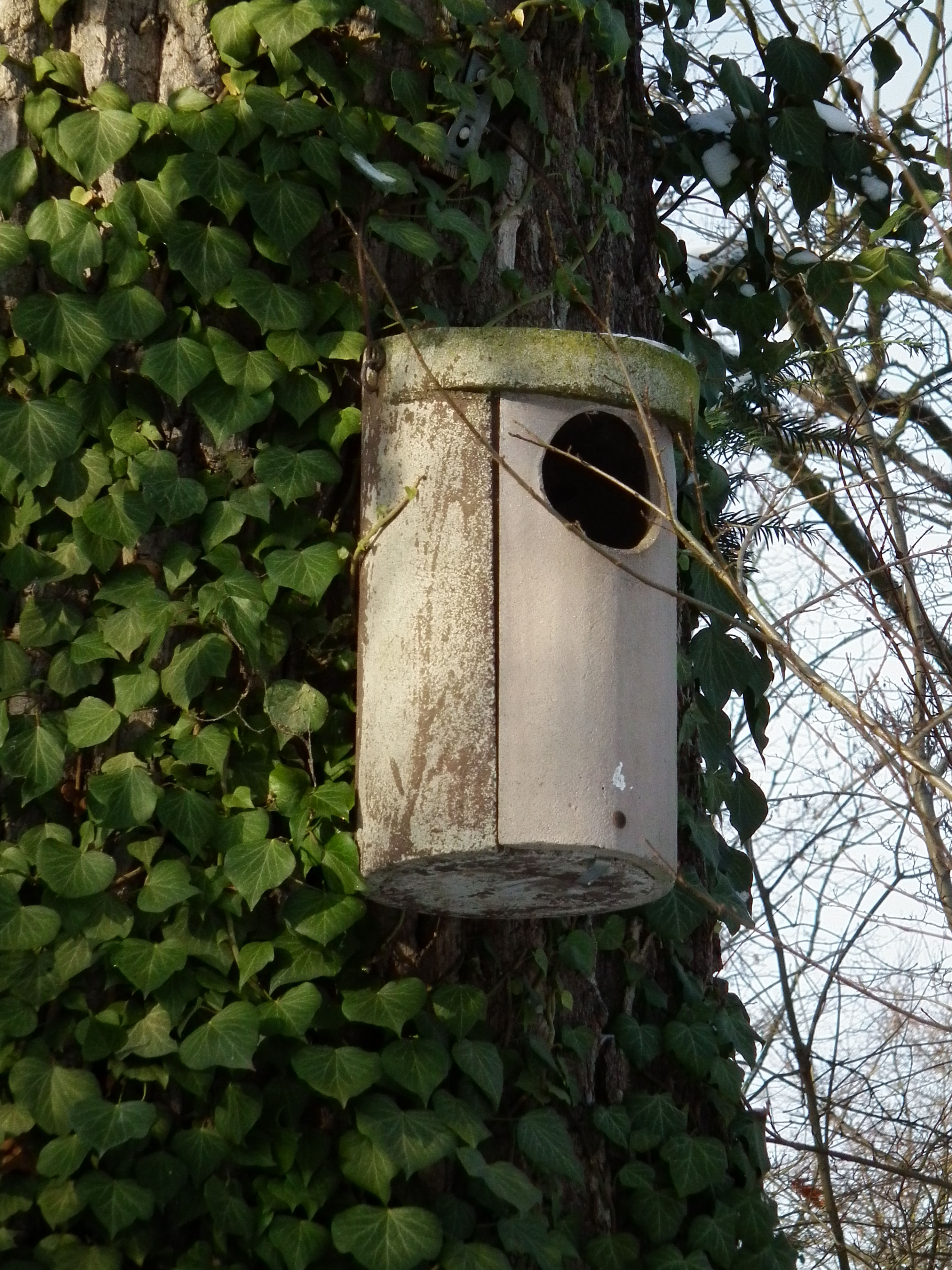
Als Reaktion auf Bestandsrückgänge werden in vielen europäischen Ländern Nistkasten wie dieser ausgehängt, um der Dohle Ersatz für verschwundene Brutnischen zu bieten

Die Kenntnisse über den Bestand der Dohle sind dürftig. Die ermittelten Zahlen beruhen weitgehend auf Schätzungen, weshalb sie eine große Schwankungsbreite aufweisen. Die Türkei und Russland beherbergen mit je 1–10 Millionen Brutpaaren einen Großteil des weltweiten Bestands der Dohle, Bulgarien folgt mit 1–5 Millionen Paaren. Größere Bestände halten sich mit rund 600.000 Brutpaaren auf den Britischen Inseln, etwa 500.000 auf der Iberischen Halbinsel und in Belarus mit rund 400.000 Brutpaaren.  Insgesamt entfallen auf Europa je nach geographischer Definition 5–15 Millionen Brutpaare und 16–45 Millionen Individuen. Auf das gesamte Verbreitungsgebiet hochgerechnet ergibt sich daraus laut BirdLife International ein Bestand von 21–90 Millionen ausgewachsenen Vögeln.
BirdLife International klassifiziert die Art auf dieser Grundlage als Least Concern (nicht gefährdet). Allerdings gilt die Unterart cirtensis in Algerien als bedroht, weil viele traditionelle Brutplätze durch Staudammbauten verloren gingen. Während die Populationen in Skandinavien, auf den Britischen Inseln, in den Niederlanden und in Sibirien durch Besiedlung neuer Habitate Ende des 20. Jahrhunderts zugenommen haben, dünnten sie sich in weiten Teilen Europas aus. Dieser Schwund hängt vor allem mit dem Abriss und der Sanierung alter Bauten zusammen, in denen die Dohle ausreichend Brutnischen fand. Zusätzlich leidet die Art unter Maßnahmen zur Taubenabwehr, die sie genauso treffen wie die Straßentaube. In ländlichen Gegenden machen ihr vor allem der Rückgang von Dauergrünflächen und Fällungen von Altholzbeständen zu schaffen. Als Gegenmaßnahme fordern Artenschützer, bei der Sanierung von Altbauten stärker auf die Dohle Rücksicht zu nehmen. Außerdem werden für die Dohle geeignete Nistkästen ausgehängt. Begleitet werden diese Maßnahmen von einer Öffentlichkeitsarbeit für die Dohle in vielen europäischen Ländern. So haben etwa BirdLife Österreich, der Naturschutzbund Deutschland (NABU) und der Landesbund für Vogelschutz in Bayern die Dohle zum Vogel des Jahres 2012 gekürt, um auf ihre Situation aufmerksam zu machen.

## Kulturgeschichte
Der deutsche Name der Dohle lässt sich bis auf das althochdeutsche tāha zurückverfolgen, wahrscheinlich eine lautmalerische Bezeichnung, die sich von den Rufen der Vögel ableitete. Im Mittel- und Frühneuhochdeutschen wandelte es sich zu tāhe. Daneben lassen sich seit dem 13. Jahrhundert besonders im mitteldeutschen Raum Nebenformen mit -l- (talle, tole, dole) nachweisen, aus denen sich die heute im Hochdeutschen gebräuchliche Bezeichnung „Dohle“ entwickelte.

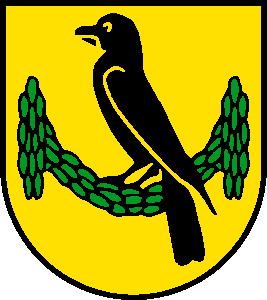
Irrtümliches Wappentier von Dulliken

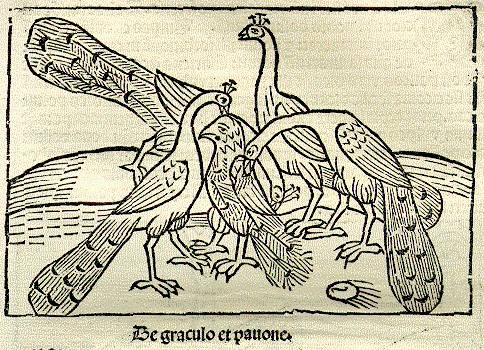
Die Dohle und die Pfauen, Holzschnitt von 1501 zu Äsops gleichnamiger Fabel. Bereits in der Antike wurde der Dohle ein negativer Charakter unterstellt.

Die Dohle wurde als weit verbreitete Art und Kulturfolger schon früh zum Gegenstand einer breiten kulturellen Rezeption. Die Altgriechen betonten etwa ihre Geselligkeit und Paarbindung im Sprichwort „bei einer Dohle sitzt immer eine Dohle“, analog zu „gleich und gleich gesellt sich gern“. Äsop ließ sie in seiner Fabel Die Dohle und die Pfauen als Betrüger auftreten, der sich mit fremden Federn verkleidet unter die Pfauen schleicht, während sie sich in der Fabel Der Adler, die Dohle und der Hirt beim Versuch, es einem jagenden Adler nachzutun, in der Wolle eines Widders verheddert.  Die negative Darstellung der Dohle setzte sich in späterer Zeit fort, so galt sie bereits bei den Römern als diebisch. Dieser Glaube war auch im Mittelalter und weit bis in die Neuzeit verbreitet. So erzählt etwa die von den Gebrüdern Grimm niedergeschriebene schlesische Sage Der Schweidnitzer Ratsmann von einem betrügerischen Stadtrat, der mit einer abgerichteten Dohle die Goldmünzen aus der Stadtkasse stiehlt. Die Geschwätzigkeit der Dohle wurde häufig als verschwörerisches Tuscheln interpretiert, und in der Frühen Neuzeit wurden Dohlen in Großbritannien auch als Begleiter und Gehilfen von Hexen gesehen.
Obwohl die Dohle tendenziell negativ betrachtet wurde, unterlag sie vergleichsweise schwacher Verfolgung. Wahrscheinlich führten ihre geringe Größe, ihre melodiöseren Rufe und ihre Vorliebe für pflanzliche Nahrung dazu, dass sie nicht die gleiche Abneigung wie die Aaskrähe, der Kolkrabe oder die Saatkrähe hervorrief. Von allen Arten der Gattung wurde der Dohle in Europa am wenigsten nachgestellt, sieht man von regionalen Ausnahmen wie Malta ab. Möglicherweise ist sie deshalb heute auch vergleichsweise furchtlos gegenüber dem Menschen.